# Gymnobela pyrrhogramma
Gymnobela pyrrhogramma é uma espécie de gastrópode do gênero Gymnobela, pertencente a família Raphitomidae.